# Julien Trarieux
Julien Trarieux (Nice, 19 augustus 1992) is een Frans mountainbiker en wegwielrenner die in 2023 en 2024 reed bij het Chinese China Glory-Mentech Continental Cycling Team.

## Carrière
In 2013 werd Trarieux nationaal kampioen crosscountry bij de beloften. In 2016 won hij de Roc d'Azur, een Franse marathonwedstrijd. Op de weg werd hij in 2014 vierde in de proloog van de Ronde van de Elzas. In 2018 werd hij prof bij Delko Marseille Provence KTM.

## Mountainbiken

### Resultaten
| Seizoen  | Wereldbeker | Coupe de France | WK       | EK       | FK       | Totaal aantal zeges |          |
| Junioren | Junioren    | Junioren        | Junioren | Junioren | Junioren | Junioren            | Junioren |
| -------- | ----------- | --------------- | -------- | -------- | -------- | ------------------- | -------- |
| 2010     |             |                 | Zilver   |          | Goud     |                     | 1        |
| Beloften |             |                 |          |          |          |                     |          |
| 2011     |             |                 |          |          | Zilver   |                     | 0        |
| 2012     |             |                 |          |          | 5e       |                     | 0        |
| 2013     |             |                 | 5e       | 18e      | Goud     |                     | 1        |
| 2014     |             |                 | 33e      | 30e      | 5e       |                     | 0        |
| Elite    |             |                 |          |          |          |                     |          |
| 2013     |             |                 |          |          |          | Póvoa do Lanhoso    | 1        |
| 2014     |             |                 |          |          |          |                     | 0        |
| 2015     |             |                 |          |          | 6e       | Banyoles            | 1        |

## Wegwielrennen

### Overwinningen
2023
3e etappe Ronde van Huangshan
Eind- en puntenklassement Ronde van Huangshan
2024
Tour of Alanya

### Resultaten in voornaamste wedstrijden
|      | \| Jaar \| Parijs-Roubaix \| Waalse Pijl \| Parijs-Tours \| \| ---- \| -------------- \| ----------- \| ------------ \| \| 2018 \| 98e \| opgave \| \| \| 2019 \| 71e \| \| 56e \| \| 2020 \| \| \| 105e \| \| 2021 \| opgave \| \| 9e \| |             |              |
| Jaar | Parijs-Roubaix | Waalse Pijl | Parijs-Tours |
| 2018 | 98e | opgave      |              |
| 2019 | 71e |             | 56e          |
| 2020 | |             | 105e         |
| 2021 | opgave |             | 9e           |

## Ploegen
- 2018 –  Delko Marseille Provence KTM
- 2019 –  Delko Marseille Provence
- 2020 –  NIPPO DELKO One Provence
- 2021 –  DELKO
- 2022 –  AVC Aix-en-Provence
- 2023 –  China Glory Continental Cycling Team
- 2024 –  China Glory-Mentech Continental Cycling Team

Areruya · Combaud · De Rossi · Di Grégorio · El Fares · Fernández · Filosi · Finetto · Guérin · Jones · Kasperkiewicz · Leveau · Madrazo · Martinez · Michajlov · Moreno · Rodríguez · Šiškevičius · Smukulis · Trarieux · Fedeli (stagiair) · Meyer (stagiair) · Rochas (stagiair)
Areruya · Combaud · De Rossi · El Fares · Fedeli · Fernández · Filosi · Finetto · Grosu · Guérin · Jones · Kasperkiewicz · Leveau · Moreno · Navardauskas · Rochas · Schmidt · Šiškevičius · Trarieux · Carr (stagiair) · Delettre (stagiair) · Guichard (stagiair)